# 성 소피아 대성당 (키이우)

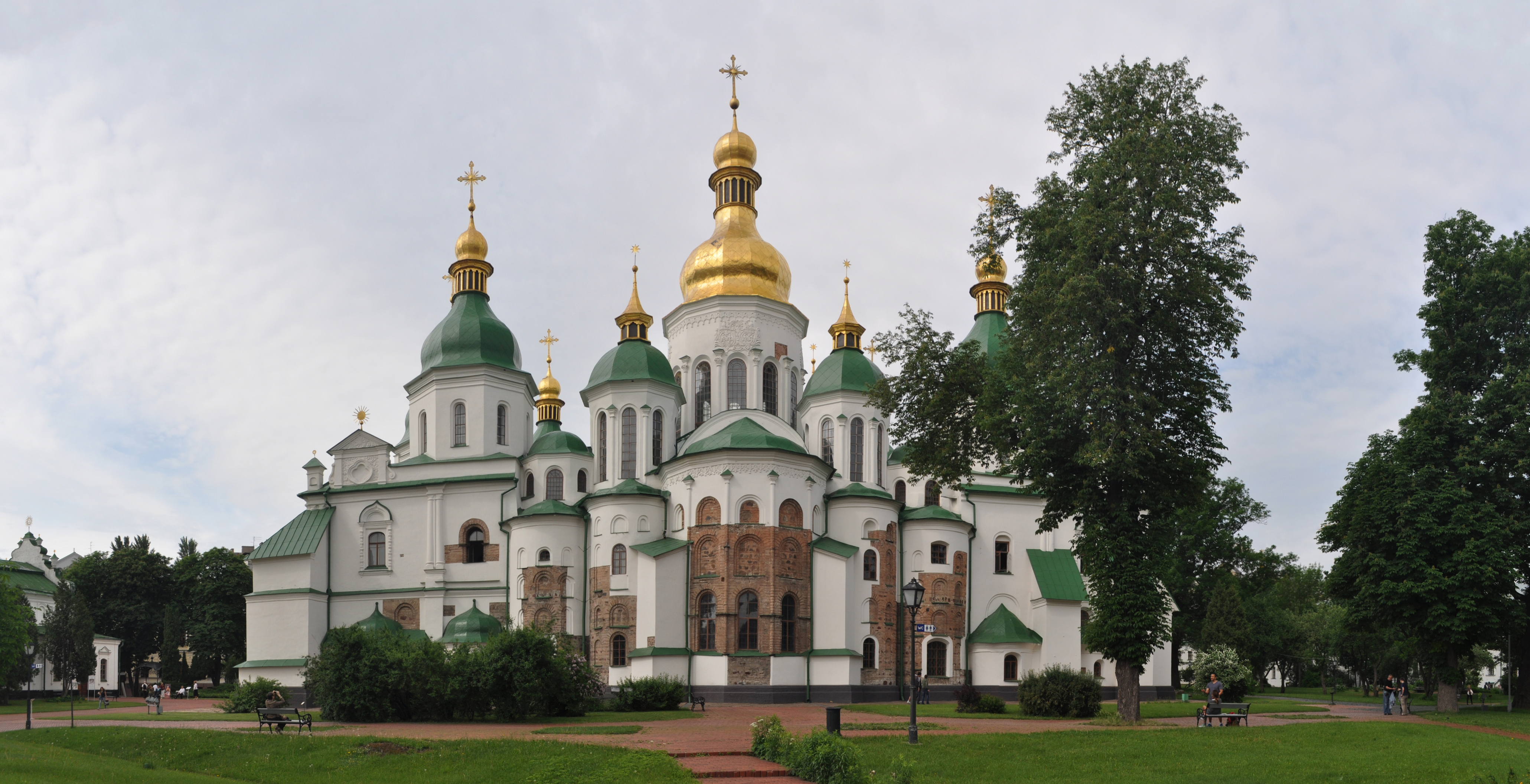
성 소피아 대성당

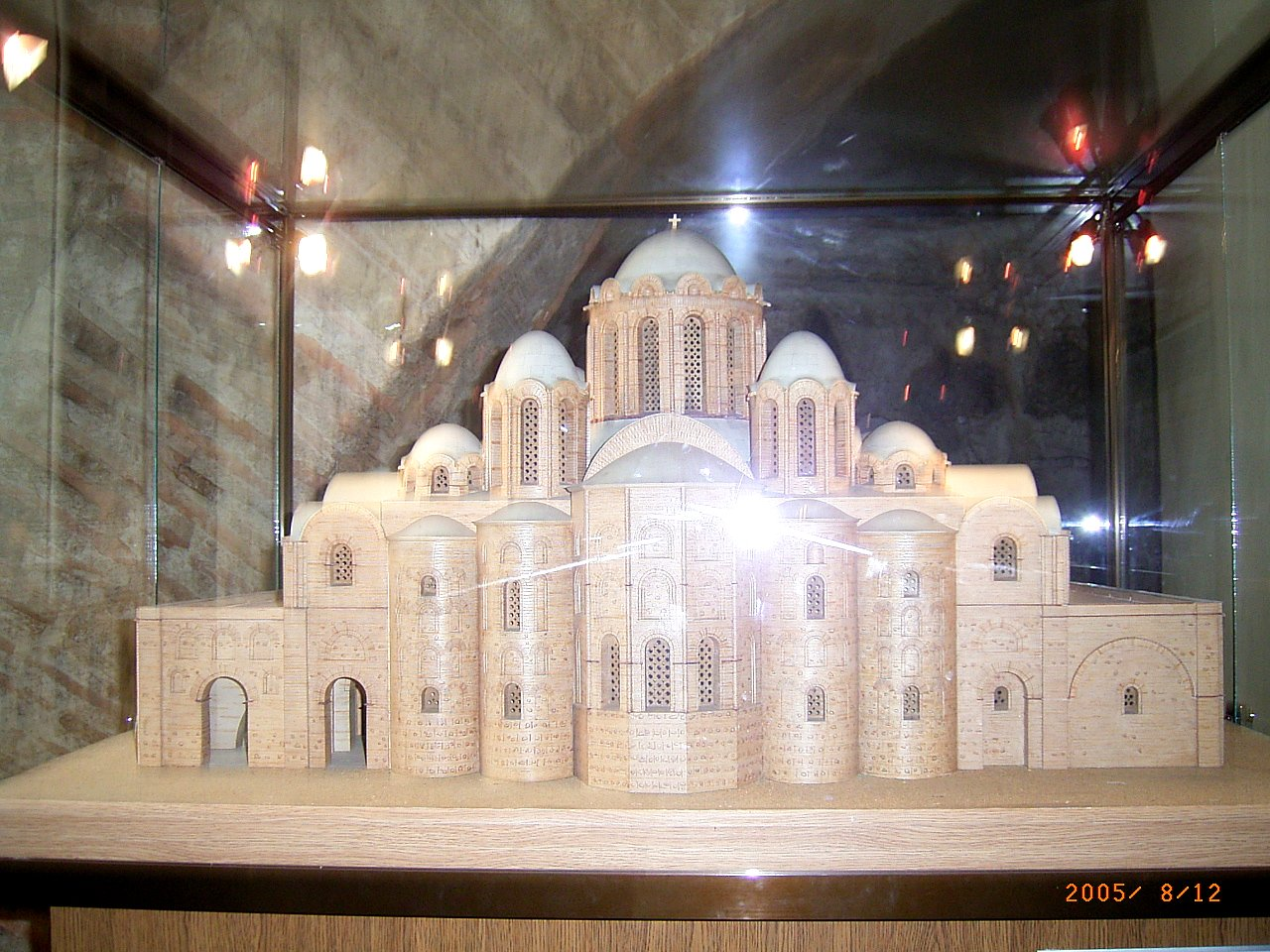
성 소피아 대성당의 원래 모습을 재현한 모형

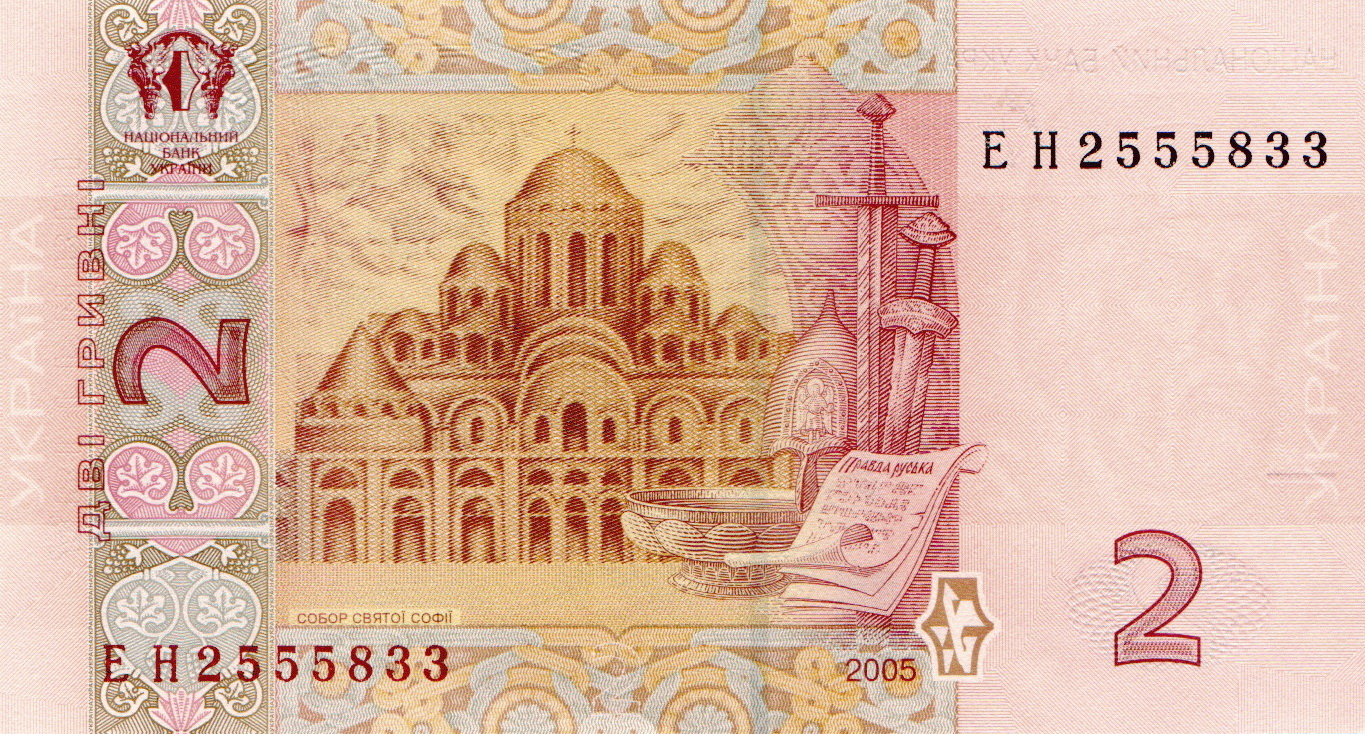
우크라이나 2흐리우냐 지폐에 그려진 성 소피아 대성당

성 소피아 대성당(우크라이나어: Собор святої Софії)은 우크라이나 키이우에 위치한 동방 정교회 대성당이다.

## 역사
1037년 키예프 대공국의 야로슬라프 1세 대공에 의해 건설되었다. 대성당 이름은 콘스탄티노폴리스의 아야 소피아(하기아 소피아, 성 소피아 대성당)에서 유래된 이름이다.
대성당 안에는 5개의 신랑, 5개의 후진이 설치되어 있으며 대성당 밖에는 13개의 돔이 설치되어 있다. 대성당 안에는 다양한 색채를 띤 모자이크, 프레스코가 장식되어 있다. 대성당은 전체적으로 비잔티움 제국의 대성당 건축 양식을 띠고 있다. 대성당의 길이는 29.5m, 너비는 29.3m이며 전체 길이는 41.7m, 전체 너비는 54.6m, 중앙 돔의 높이는 28.6m이다.
1169년에는 블라디미르-수즈달 공국의 침공으로 인해 약탈당했으며 1240년에는 몽골 제국의 침공으로 인해 완전히 파괴되었다. 1596년에는 우크라이나 그리스 가톨릭교회의 주교구가 되었고 1633년 몰도바 동방 정교회 소유로 넘어갔다. 이 과정에서 이탈리아의 건축가인 옥타비아노 만치니(Octaviano Mancini)는 대성당 내부에 있던 비잔티움 전통 장식을 보존하는 대신에 대성당 외부를 우크라이나 바로크 건축 양식으로 개조하는 작업을 진행했다. 대성당 개조 작업은 우크라이나의 카자크 수장이었던 이반 마제파에 의해 계속되었고 1767년까지 진행되었다.
1920년대에는 소련이 대성당을 철거하고 공원으로 개조하려는 계획을 세우기도 했지만 철회했다. 1990년 키이우 페체르스크 수도원과 함께 유네스코 세계유산에 등재되었다.

## 사진

### 모자이크

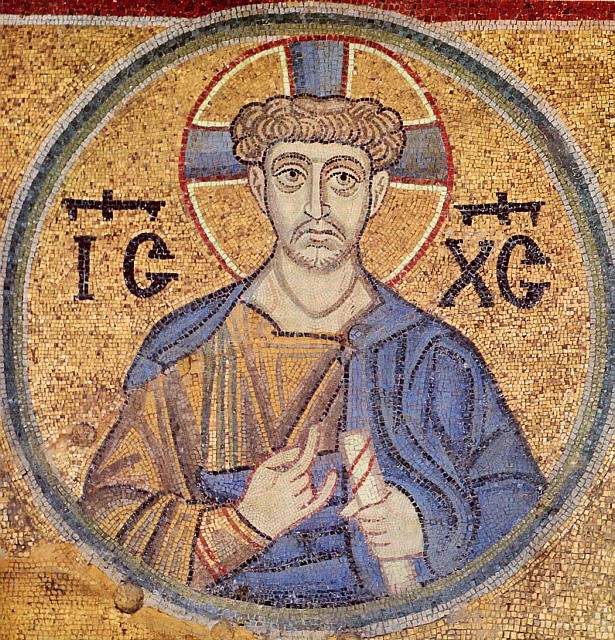
구세주로 묘사된 예수
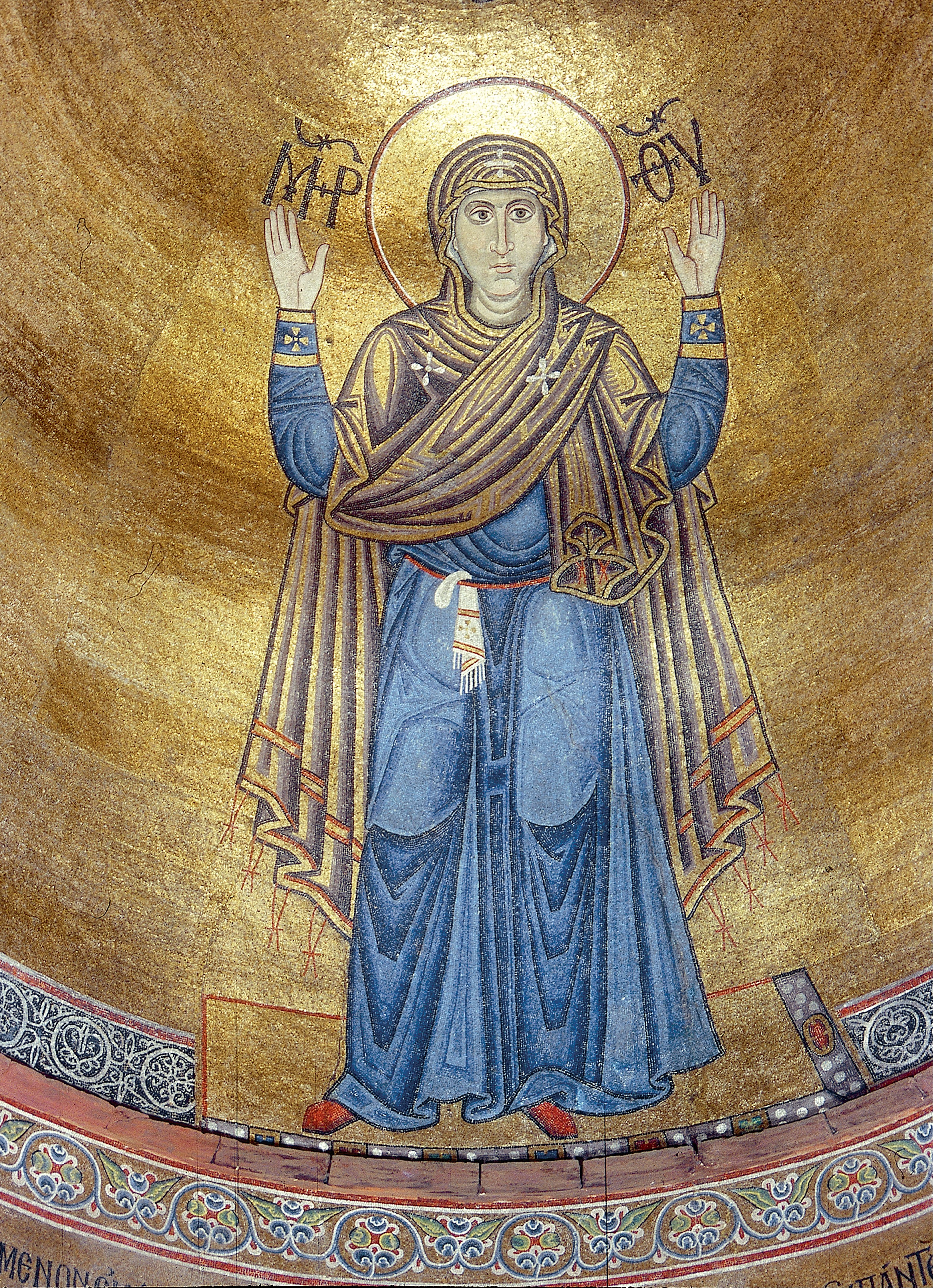
성모 오란스
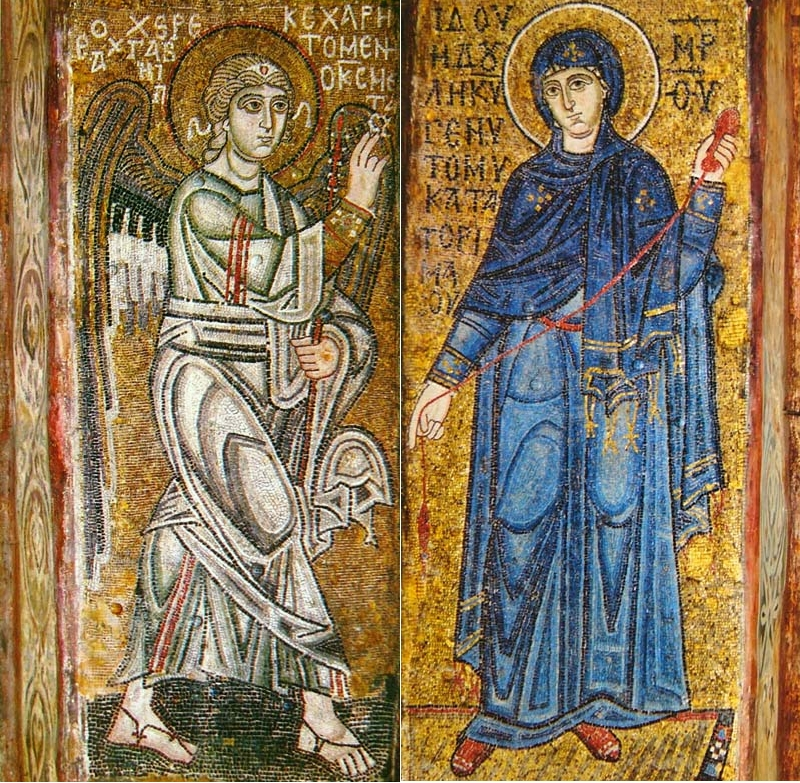
수태고지
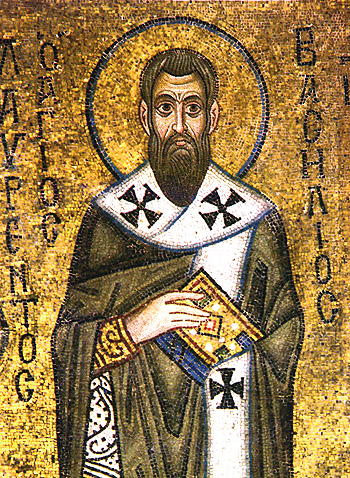
카이사레아의 바실리오
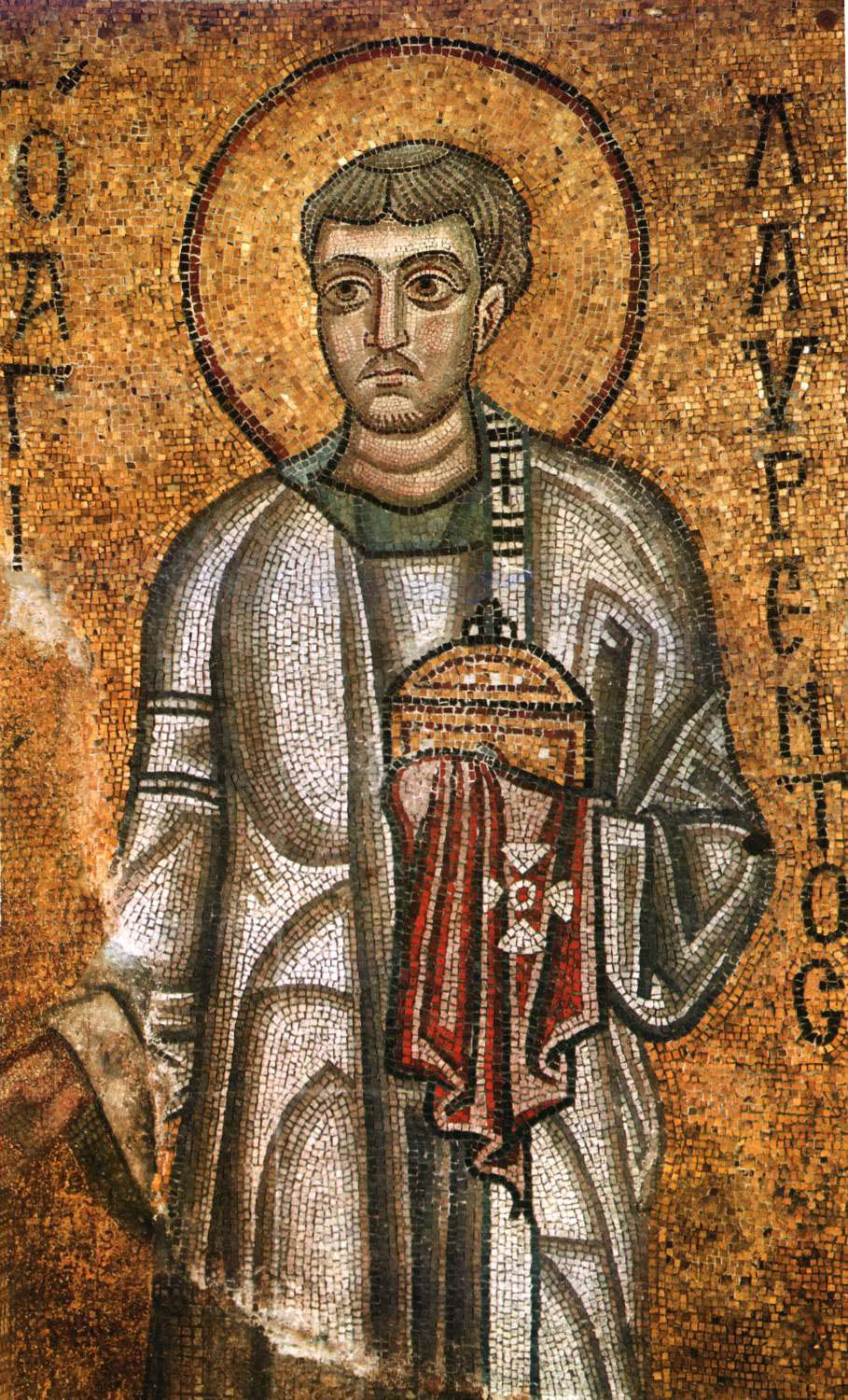
라우렌시오

### 벽화

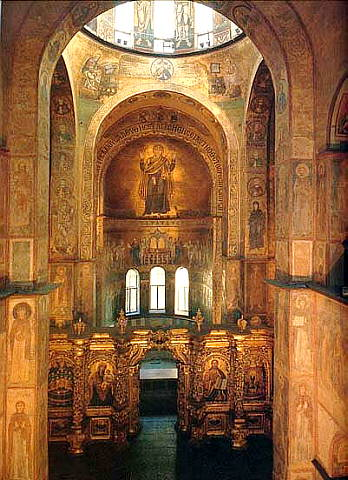
대성당의 후진 (11세기 벽화)
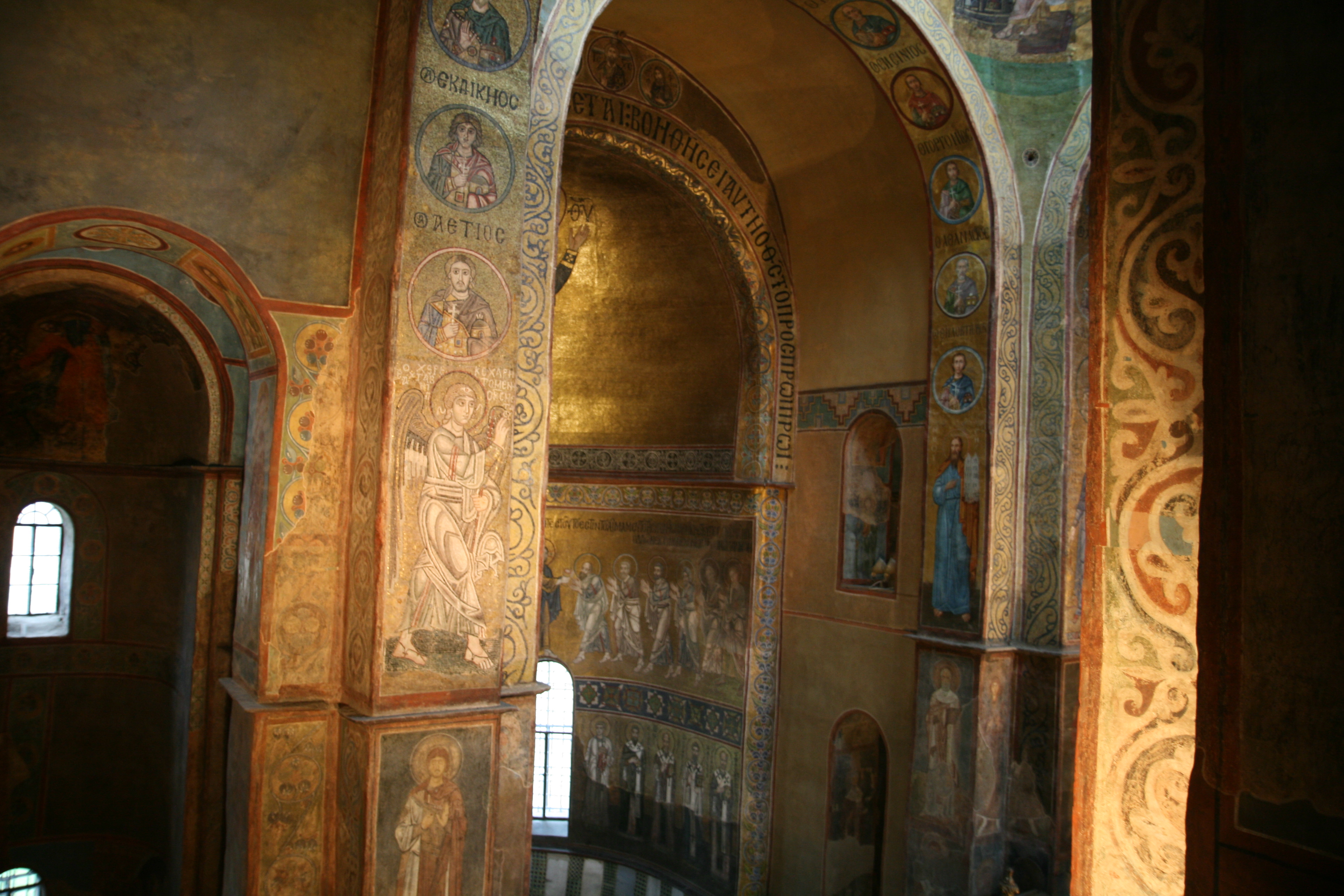
대성당의 후진 (11세기 벽화)
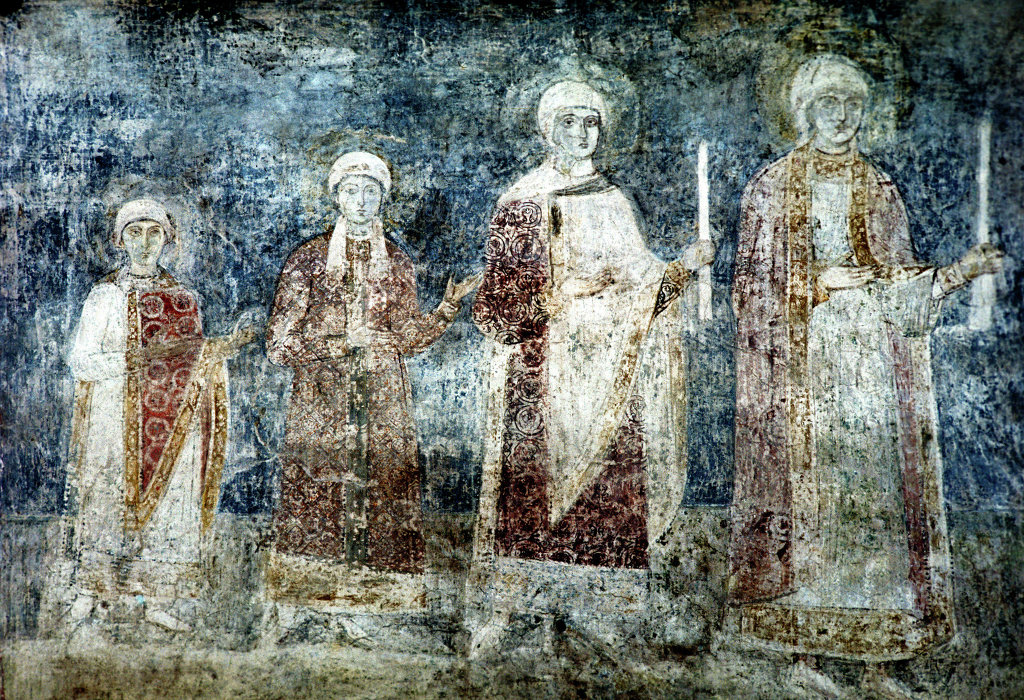
야로슬라프 1세의 딸들 (11세기 벽화)
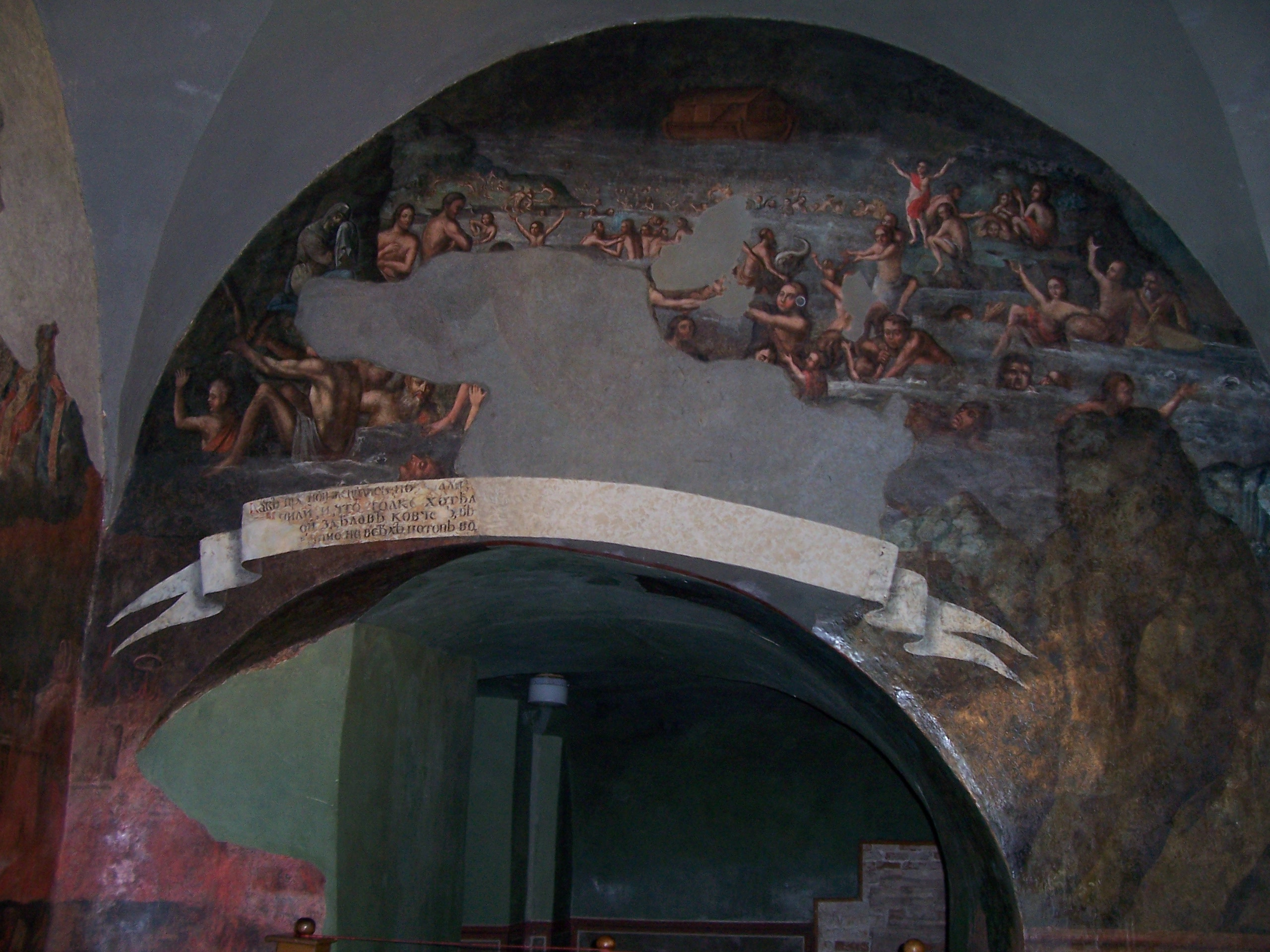
대홍수 (17세기 벽화)